# Paul Cremona
Paul Cremona O.P. (Valeta, 25 de janeiro de 1946 – Birkirkara, 18 de março de 2025) foi um frade dominicano maltês, arcebispo emerito católico da República de Malta.
Dom Paul entrou na Ordem dos Frades Dominicanos em 29 de setembro de 1967, sendo consagrado padre em 22 de março de 1969.
Nos anos 1980 foi padre provincial no Brasil
Consagrado Arcebispo de Malta em 26 de janeiro de 2007, um dia após seu 61° aniversário, para as mãos de Dom José Mercieca, Arcebispo de Malta de 1976 até 2006.
Em 18 de outubro de 2014 papa Francisco aceitou sua demissão do cargo por problemas se saude. Foi substituido, em 27 de fevereiro de 2015, por dom Charles Jude Scicluna.

## Morte
Cremona morreu no dia 18 de março de 2025, aos 79 anos, após uma longa batalha contra uma grave doença.

## Ligações externas

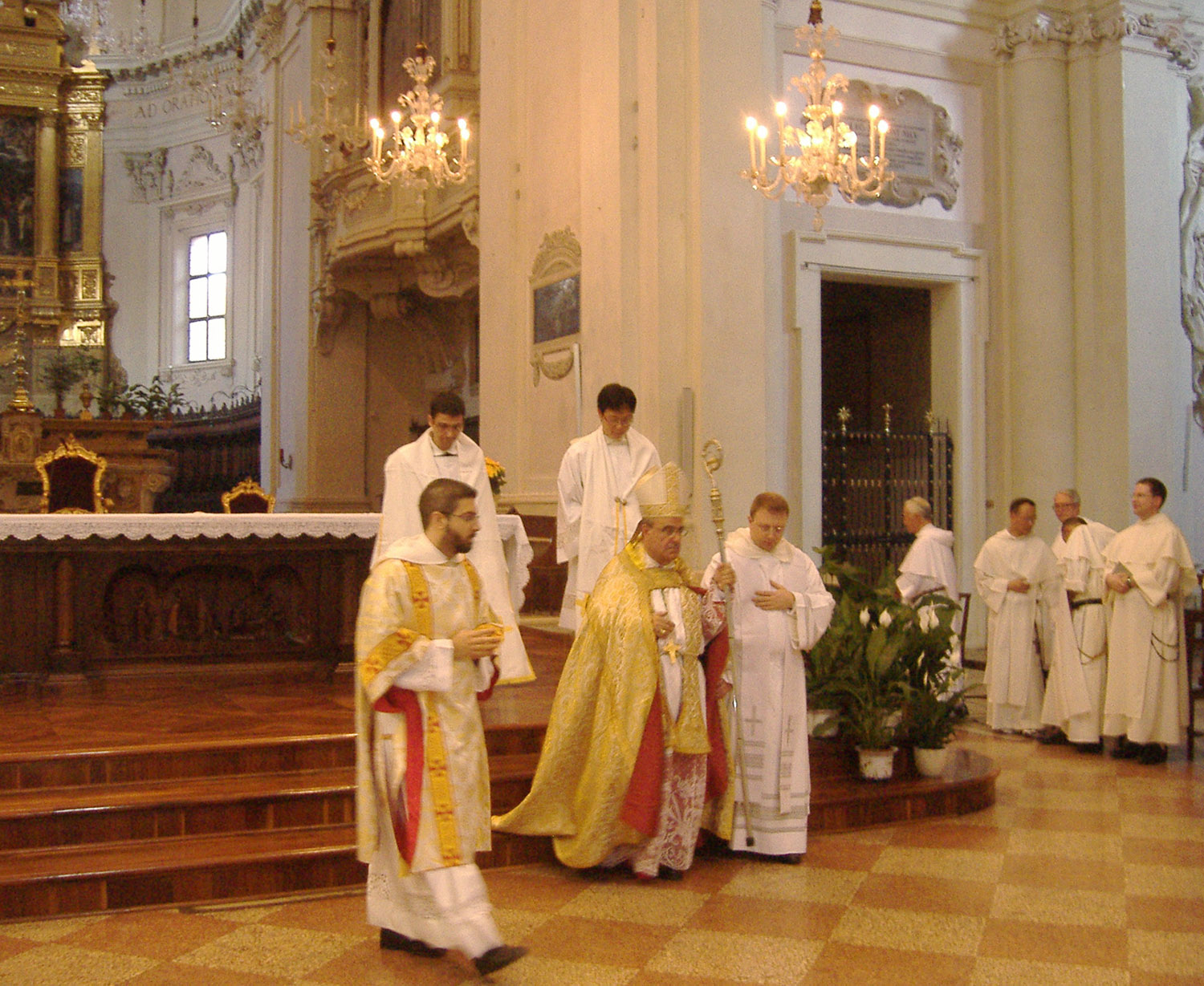
Dom Paulo, na Basílica de São Domingo, em Bologna, durante as Vésperas, 3 de agosto 2007